# Peso Pesado: Teen
Peso Pesado: Teen é um reality show português que tem como missão conseguir emagrecer vários adolescentes dos 16 aos 19 anos com excesso de peso, fornecendo uma habitação, treinadores, nutricionistas e outros médicos de acompanhamento. O reality show é a adaptação portuguesa do original The Biggest Loser, apresentado anteriormente pela SIC na versão portuguesa para adultos.
Os concorrentes vão ser divididos em três grupos de 6 e lutarão para obter a maior percentagem de peso perdido na primeira fase. Os 18 adolescentes vão ser seguidos pelos 3 treinadores Joana Mota, Mauro Policarpo, Pedro Correia e pela nutricionista Mariana Chaves.

## Herdade do Peso Pesado: Teen
A herdade de Samora Correia foi a escolhida para as gravações do Peso Pesado: Teen.

## Concorrentes
| Concorrente                           | Equipas         | Vermelha vs Verde | Individuais | Estado                  |
| ------------------------------------- | --------------- | ----------------- | ----------- | ----------------------- |
| João Manuel, 19, São Brás de Alportel | Equipa Amarela  | Equipa Vermelha   |             | #1 lugar                |
| Sandro, 16, Aveiro                    | Equipa Amarela  | Equipa Verde      |             | #2 lugar                |
| André, 17, Póvoa de Santa Iria        | Equipa Vermelha | Equipa Verde      |             | #3 lugar                |
| Rubén, 18, Faro                       | Equipa Verde    | Equipa Vermelha   |             | #4 lugar                |
| Sara, 16, Sobreda                     | Equipa Vermelha | Equipa Vermelha   |             | Eliminada na 16ª semana |
| Zé, 17, Vila Nova de Famalicão        | Equipa Amarela  | Equipa Verde      |             | Eliminado na 15ª semana |
| Ritinha, 16, Amadora                  | Equipa Amarela  | Equipa Verde      |             | Eliminada na 14ª semana |
| Mariana, 19, São Martinho do Porto    | Equipa Verde    | Equipa Vermelha   |             | Eliminada na 13ª semana |
| Rubén, Voltou na 14ª semana           | Equipa Verde    | Equipa Vermelha   |             | Eliminado na 12ª semana |
| Mafalda, 16, Caniço, Madeira          | Equipa Verde    | Equipa Verde      |             | Eliminada na 11ª semana |
| André Francisco, 17, Meco             | Equipa Verde    | Equipa Verde      |             | Eliminado na 10ª semana |
| Joana, 18, Leiria                     | Equipa Vermelha | Equipa Vermelha   |             | Eliminada na 9ª semana  |
| Paulo, 18, Monte da Caparica          | Equipa Vermelha | Equipa Vermelha   |             | Eliminado na 8ª semana  |
| João Paulo, 18, Vila do Conde         | Equipa Vermelha |                   |             | Eliminado na 7ª semana  |
| Minnie, 19, Mem Martins               | Equipa Amarela  |                   |             | Eliminada na 6ª semana  |
| Marisa, 17, Gaia                      | Equipa Vermelha |                   |             | Eliminada na 5ª semana  |
| Celeste, 19, Torres Vedras            | Equipa Verde    |                   |             | Eliminada na 4ª semana  |
| Rita, 17, Sesimbra                    | Equipa Amarela  |                   |             | Eliminada na 3ª semana  |
| Tiago, 19, Loures                     | Equipa Verde    |                   |             | Eliminado na 2ª semana  |

## Pesagens
| Concorrente | Idade | Peso Inicial | Semanas | Semanas | Semanas | Semanas | Semanas | Semanas | Semanas | Semanas | Semanas | Semanas | Semanas | Semanas | Semanas | Semanas | Semanas | Final | Peso Perdido | Percentagem Perdida |
| Concorrente | Idade | Peso Inicial | 2       | 3       | 4       | 5       | 6       | 7       | 8       | 9       | 10      | 11      | 12      | 13      | 14      | 15      | 16      | Final | Peso Perdido | Percentagem Perdida |
| ----------- | ----- | ------------ | ------- | ------- | ------- | ------- | ------- | ------- | ------- | ------- | ------- | ------- | ------- | ------- | ------- | ------- | ------- | ----- | ------------ | ------------------- |
| João M.     | 19    | 134.9        | 130.0   | 127.5   | 125.5   | 123.1   | 120.3   | 117.6   | 115.9   | 112.7   | 110.6   | 107.3   | 105.0   | 102.6   | 101.3   | 97.9    | 95.1    | 82.1  | 52.8         | 39.14%              |
| Sandro      | 16    | 134.2        | 128.7   | 125.3   | 123.0   | 120.4   | 117.6   | 112.9   | 111.2   | 109.8   | 107.8   | 104.2   | 101.4   | 99.9    | 98.3    | 95.8    | 93.1    | 83.7  | 50.5         | 37.63%              |
| André       | 17    | 111.0        | 106.1   | 103.5   | 101.4   | 99.9    | 97.2    | 95.5    | 93.5    | 91.6    | 89.8    | 87.2    | 85.2    | 83.7    | 82.1    | 80.0    | 77.6    | 71.9  | 39.1         | 35.23%              |
| Rúben       | 18    | 109.5        | 107.5   | 104.5   | 103.7   | 102.5   | 98.4    | 96.6    | 94.8    | 94.5    | 93.1    | 88.4    | 87.7    |         | 86.0    | 80.8    | 78.2    | 73.4  | 36.1         | 32.97%              |
| Sara        | 16    | 139.2        | 136.7   | 133.9   | 132.5   | 130.9   | 130.3   | 128.0   | 125.9   | 124.3   | 122.5   | 119.0   | 116.4   | 115.0   | 114.6   | 112.3   | 110.2   | 99.6  | 39.6         | 28.45%              |
| Zé          | 17    | 111.9        | 107.7   | 105.3   | 103.1   | 101.4   | 98.9    | 96.5    | 95.1    | 94.5    | 92.5    | 89.8    | 88.1    | 87.0    | 85.0    | 84.5    |         | 82.5  | 29.4         | 26.27%              |
| Ritinha     | 16    | 114.0        | 112.8   | 111.7   | 109.0   | 107.4   | 105.5   | 102.3   | 101.3   | 99.6    | 98.6    | 95.7    | 94.8    | 93.5    | 92.7    |         |         | 89.3  | 24.7         | 21.67%              |
| Mariana     | 19    | 140.6        | 137.1   | 134.1   | 132.7   | 130.3   | 127.7   | 125.9   | 124.0   | 123.5   | 121.9   | 117.8   | 116.1   | 115.8   |         |         |         | 106.6 | 34.0         | 24.18%              |
| Mafalda     | 16    | 133.7        | 129.8   | 127.9   | 126.8   | 125.7   | 123.4   | 121.8   | 120.5   | 119.3   | 118.0   | 114.8   |         |         |         |         |         | 105.8 | 27.9         | 20.87%              |
| André F.    | 17    | 167.1        | 160.4   | 155.6   | 153.1   | 149.2   | 145.9   | 142.8   | 140.6   | 138.5   | 137.0   |         |         |         |         |         |         | 103.2 | 63.9         | 39.84%              |
| Joana       | 18    | 99.6         | 97.8    | 95.4    | 94.1    | 93.3    | 91.0    | 89.2    | 87.6    | 88.0    |         |         |         |         |         |         |         | 77.7  | 21.9         | 21.99%              |
| Paulo       | 18    | 115.5        | 110.5   | 107.4   | 105.8   | 105.2   | 101.3   | 99.5    | 98.3    |         |         |         |         |         |         |         |         | 91.2  | 24.3         | 21.04%              |
| João P.     | 18    | 173.0        | 168.2   | 166.3   | 164.8   | 162.7   | 158.8   | 157.0   |         |         |         |         |         |         |         |         |         | 131.7 | 41.3         | 23.87%              |
| Minnie      | 19    | 132.1        | 128.9   | 126.1   | 124.8   | 124.0   | 121.6   |         |         |         |         |         |         |         |         |         |         | 106.7 | 25.4         | 19.23%              |
| Marisa      | 17    | 114.6        | 111.2   | 108.4   | 106.1   | 105.5   |         |         |         |         |         |         |         |         |         |         |         | 73.2  | 41.4         | 36.13%              |
| Celeste     | 19    | 131.6        | 128.7   | 127.4   | 127.0   |         |         |         |         |         |         |         |         |         |         |         |         | 119.6 | 12.0         | 9.12%               |
| Rita        | 17    | 103.8        | 100.7   | 99.1    |         |         |         |         |         |         |         |         |         |         |         |         |         | 76.6  | 27.2         | 26.20%              |
| Tiago       | 19    | 117.1        | 114.6   |         |         |         |         |         |         |         |         |         |         |         |         |         |         | 103.1 | 14.0         | 11.96%              |

Treinadores
     Concorrentes da equipa do Pedro
     Concorrentes da equipa do Mauro
     Concorrentes da equipa da Joana
Legenda
     Peso Pesado da Semana
     Imunidade (Desafio ou Pesagem)
     Imunidade e Peso Pesado da Semana
     Última pessoa eliminada antes da final
     Desistência devido a lesão
     concorrentes abaixo da linha amarela
     concorrente abaixo da linha vermelha
Vencedores
     25.000€ (entre os finalistas)
     10.000€ (entre os concorrentes eliminados)

### Perdas de peso
| Concorrente | Semana | Semana | Semana | Semana | Semana | Semana | Semana | Semana | Semana | Semana | Semana | Semana | Semana | Semana | Semana | Semana |
| Concorrente | 2      | 3      | 4      | 5      | 6      | 7      | 8      | 9      | 10     | 11     | 12     | 13     | 14     | 15     | 16     | Final  |
| ----------- | ------ | ------ | ------ | ------ | ------ | ------ | ------ | ------ | ------ | ------ | ------ | ------ | ------ | ------ | ------ | ------ |
| João M.     | -4.9   | -2.5   | -2.0   | -2.4   | -2.8   | -2.7   | -1.7   | -3.2   | -2.1   | -3.3   | -2.3   | -2.4   | -1.3   | -3.4   | -2.8   | -13.0  |
| Sandro      | -5.5   | -3.4   | -2.3   | -2.6   | -2.8   | -4.7   | -1.7   | -1.4   | -2.0   | -3.6   | -2.8   | -1.5   | -1.6   | -2.5   | -2.7   | -9.4   |
| André       | -4.9   | -2.6   | -2.1   | -1.5   | -2.7   | -1.7   | -2.0   | -1.9   | -1.8   | -2.6   | -2.0   | -1.5   | -1.6   | -2.1*  | -2.4   | -5.7   |
| Rúben       | -2.0   | -3.0   | -0.8   | -1.2   | -4.1   | -1.8   | -1.8   | -0.3   | -1.4   | -4.7   | -0.7   | -1.7   | -1.7   | -5.2   | -2.6   | -4.8   |
| Sara        | -2.5   | -2.8   | -1.4   | -1.6   | -0.6   | -2.3   | -2.1   | -1.6   | -1.8   | -3.5   | -2.6   | -1.4   | -0.4   | -2.3   | -2.1   | -10.6  |
| Zé          | -4.2   | -2.4   | -2.2   | -1.7   | -2.5   | -2.4   | -1.4   | -0.6   | -2.0   | -2.7   | -1.7   | -1.1   | -2.0   | -0.5   | -2.0   | -2.0   |
| Ritinha     | -1.2   | -1.1   | -2.7   | -1.6   | -1.9   | -3.2   | -1.0   | -1.7   | -1.0   | -2.9   | -0.9   | -1.3   | -0.8   | -3.4   | -3.4   | -3.4   |
| Mariana     | -3.5   | -3.0   | -1.4   | -2.4   | -2.6   | -1.8   | -1.9   | -0.5   | -1.6   | -4.1   | -1.7   | -0.3   | -9.2   | -9.2   | -9.2   | -9.2   |
| Mafalda     | -3.9   | -1.9   | -1.1   | -1.1   | -2.3   | -1.6   | -1.3   | -1.2   | -1.3   | -3.2   | -9.0   | -9.0   | -9.0   | -9.0   | -9.0   | -9.0   |
| André F.    | -6.7   | -4.8   | -2.5   | -3.9   | -3.3   | -3.1   | -2.2   | -2.1   | -1.5   | -33.8  | -33.8  | -33.8  | -33.8  | -33.8  | -33.8  | -33.8  |
| Joana       | -1.8   | -2.4   | -1.3   | -0.8   | -2.3   | -1.8   | -1.6   | +0.4   | -10.3  | -10.3  | -10.3  | -10.3  | -10.3  | -10.3  | -10.3  | -10.3  |
| Paulo       | -5.0   | -3.1   | -1.6   | -0.6   | -3.9   | -1.8   | -1.2   | -7.1   | -7.1   | -7.1   | -7.1   | -7.1   | -7.1   | -7.1   | -7.1   | -7.1   |
| João P.     | -4.8   | -1.9   | -1.5   | -2.1   | -3.9   | -1.8   | -25.3  | -25.3  | -25.3  | -25.3  | -25.3  | -25.3  | -25.3  | -25.3  | -25.3  | -25.3  |
| Minnie      | -3.2   | -2.8   | -1.3   | -0.8   | -2.4   | -14.9  | -14.9  | -14.9  | -14.9  | -14.9  | -14.9  | -14.9  | -14.9  | -14.9  | -14.9  | -14.9  |
| Marisa      | -3.4   | -2.8   | -2.3   | -0.6   | -32.3  | -32.3  | -32.3  | -32.3  | -32.3  | -32.3  | -32.3  | -32.3  | -32.3  | -32.3  | -32.3  | -32.3  |
| Celeste     | -2.9   | -1.3   | -0.4   | -7.4   | -7.4   | -7.4   | -7.4   | -7.4   | -7.4   | -7.4   | -7.4   | -7.4   | -7.4   | -7.4   | -7.4   | -7.4   |
| Rita        | -3.1   | -1.6   | -22.4  | -22.4  | -22.4  | -22.4  | -22.4  | -22.4  | -22.4  | -22.4  | -22.4  | -22.4  | -22.4  | -22.4  | -22.4  | -22.4  |
| Tiago       | -2.5   | -11.5  | -11.5  | -11.5  | -11.5  | -11.5  | -11.5  | -11.5  | -11.5  | -11.5  | -11.5  | -11.5  | -11.5  | -11.5  | -11.5  | -11.5  |

- Devido à desvantagem de 0.5 kg, na semana 15, a perda de peso do André foi de 1.6 kg.

### Percentagem de peso perdido
| Concorrente | Semana | Semana  | Semana  | Semana  | Semana  | Semana  | Semana  | Semana  | Semana  | Semana  | Semana  | Semana  | Semana  | Semana  | Semana  | Semana  |
| Concorrente | 2      | 3       | 4       | 5       | 6       | 7       | 8       | 9       | 10      | 11      | 12      | 13      | 14      | 15      | 16      | Final   |
| ----------- | ------ | ------- | ------- | ------- | ------- | ------- | ------- | ------- | ------- | ------- | ------- | ------- | ------- | ------- | ------- | ------- |
| João M.     | -3.63% | -1.92%  | -1.57%  | -1.91%  | -2.27%  | -2.24%  | -1.45%  | -2.76%  | -1.86%  | -2.98%  | -2.14%  | -2.29%  | -1.27%  | -3.36%  | -2.86%  | -13.67% |
| Sandro      | -4.10% | -2.64%  | -1.84%  | -2.11%  | -2.33%  | -4.00%  | -1.51%  | -1.26%  | -1.82%  | -3.34%  | -2.69%  | -1.48%  | -1.60%  | -2.54%  | -2.82%  | -10.10% |
| André       | -4.41% | -2.45%  | -2.03%  | -1.48%  | -2.70%  | -1.75%  | -2.09%  | -2.03%  | -1.97%  | -2.90%  | -2.29%  | -1.76%  | -1.91%  | -2.56%* | -3.00%  | -7.35%  |
| Rúben       | -1.83% | -2.79%  | -0.77%  | -1.16%  | -4.00%  | -1.83%  | -1.86%  | -0.32%  | -1.48%  | -5.05%  | -0.79%  | -1.94%  | -1.94%  | -6.05%  | -3.22%  | -6.14%  |
| Sara        | -1.80% | -2.05%  | -1.05%  | -1.21%  | -0.46%  | -1.77%  | -1.64%  | -1.27%  | -1.45%  | -2.86%  | -2.18%  | -1.20%  | -0.35%  | -2.01%  | -1.87%  | -9.62%  |
| Zé          | -3.75% | -2.23%  | -2.09%  | -1.65%  | -2.47%  | -2.43%  | -1.45%  | -0.63%  | -2.12%  | -2.92%  | -1.89%  | -1.25%  | -2.30%  | -0.59%  | -2.37%  | -2.37%  |
| Ritinha     | -1.05% | -0.98%  | -2.42%  | -1.47%  | -1.77%  | -3.03%  | -0.98%  | -1.68%  | -1.00%  | -2.94%  | -0.94%  | -1.37%  | -0.86%  | -3.67%  | -3.67%  | -3.67%  |
| Mariana     | -2.49% | -2.18%  | -1.04%  | -1.81%  | -2.00%  | -1.41%  | -1.51%  | -0.40%  | -1.30%  | -3.36%  | -1.44%  | -0.26%  | -7.94%  | -7.94%  | -7.94%  | -7.94%  |
| Mafalda     | -2.92% | -1.46%  | -0.86%  | -0.87%  | -1.83%  | -1.30%  | -1.07%  | -1.00%  | -1.09%  | -2.71%  | -7.84%  | -7.84%  | -7.84%  | -7.84%  | -7.84%  | -7.84%  |
| André F.    | -4.01% | -2.99%  | -1.61%  | -2.55%  | -2.21%  | -2.12%  | -1.54%  | -1.49%  | -1.08%  | -24.67% | -24.67% | -24.67% | -24.67% | -24.67% | -24.67% | -24.67% |
| Joana       | -1.81% | -2.45%  | -1.36%  | -0.85%  | -2.47%  | -1.98%  | -1.79%  | +0.46%  | -11.70% | -11.70% | -11.70% | -11.70% | -11.70% | -11.70% | -11.70% | -11.70% |
| Paulo       | -4.33% | -2.81%  | -1.49%  | -0.57%  | -3.71%  | -1.78%  | -1.21%  | -7.22%  | -7.22%  | -7.22%  | -7.22%  | -7.22%  | -7.22%  | -7.22%  | -7.22%  | -7.22%  |
| João P.     | -2.77% | -1.13%  | -0.90%  | -1.27%  | -2.40%  | -1.13%  | -16.11% | -16.11% | -16.11% | -16.11% | -16.11% | -16.11% | -16.11% | -16.11% | -16.11% | -16.11% |
| Minnie      | -2.42% | -2.17%  | -1.04%  | -0.64%  | -1.94%  | -12.25% | -12.25% | -12.25% | -12.25% | -12.25% | -12.25% | -12.25% | -12.25% | -12.25% | -12.25% | -12.25% |
| Marisa      | -2.97% | -2.52%  | -2.12%  | -0.57%  | -30.61% | -30.61% | -30.61% | -30.61% | -30.61% | -30.61% | -30.61% | -30.61% | -30.61% | -30.61% | -30.61% | -30.61% |
| Celeste     | -2.20% | -1.01%  | -0.31%  | -5.83%  | -5.83%  | -5.83%  | -5.83%  | -5.83%  | -5.83%  | -5.83%  | -5.83%  | -5.83%  | -5.83%  | -5.83%  | -5.83%  | -5.83%  |
| Rita        | -2.99% | -1.59%  | -22.60% | -22.60% | -22.60% | -22.60% | -22.60% | -22.60% | -22.60% | -22.60% | -22.60% | -22.60% | -22.60% | -22.60% | -22.60% | -22.60% |
| Tiago       | -2.13% | -10.03% | -10.03% | -10.03% | -10.03% | -10.03% | -10.03% | -10.03% | -10.03% | -10.03% | -10.03% | -10.03% | -10.03% | -10.03% | -10.03% | -10.03% |

- Devido à desvantagem de 0.5 kg, na semana 15, a percentagem de peso perdido do André foi de -1.95%.

## Eliminação
Ao contrário das outras edições a eliminação do Peso Pesado Teen não é por votação. Dentro da equipa que perder menos percentagem de peso descobre-se os dois concorrentes abaixo da linha amarela que se defrontam num desafio.

### Semana 1–6
| Equipa          | Semana       | Semana       | Semana       | Semana      | Semana       | Semana       |
| Equipa          | 1            | 2            | 3            | 4           | 5            | 6            |
| --------------- | ------------ | ------------ | ------------ | ----------- | ------------ | ------------ |
| Equipa Amarela  | 22.1 / 3.02% | 14.9 / 2.09% | 10.5 / 1.76% | 9.1 / 1.58% | 12.4 / 2.15% | 13.0 / 2.94% |
| Equipa Verde    | 21.5 / 2.69% | 14.0 / 2.11% | 6.2 / 0.95%  | 8.6 / 1.67% | 12.3 / 2.42% | 8.3 / 1.68%  |
| Equipa Vermelha | 22.4 / 2.98% | 15.6 / 2.14% | 10.2 / 1.43% | 7.2 / 1.02% | 13.4 / 2.26% | 9.4 / 1.62%  |

### Semana 7–10
| Equipa          | Semana       | Semana      | Semana      | Semana       |
| Equipa          | 7            | 8           | 9           | 10           |
| --------------- | ------------ | ----------- | ----------- | ------------ |
| Equipa Verde    | 10.6 / 1.58% | 9.9 / 1.50% | 9.6 / 1.47% | 15.0 / 2.96% |
| Equipa Vermelha | 10.3 / 1.57% | 5.2 / 0.95% | 6.9 / 1.52% | 15.6 / 3.48% |

Legenda
     A equipa ganhou 1Kg de vantagem na prova

### Semana 11-15
| Equipa      | Semana       | Semana      | Semana | Semana | Semana |
| Equipa      | 11           | 12          | 13     | 14     | 15     |
| ----------- | ------------ | ----------- | ------ | ------ | ------ |
| Individuais | 14.7 / 1.59% | 9.5 / 1.34% |        |        |        |

## Leaderboard
| Ranking | Concorrente | Idade | Peso Inicial | Peso Atual | Peso Perdido | Percent. Perdida |
| ------- | ----------- | ----- | ------------ | ---------- | ------------ | ---------------- |
| 1       | Sandro      | 16    | 134.2        | 93.1       | 41.1         | 30.63%           |
| 2       | André       | 17    | 111.0        | 77.6       | 33.8         | 30.45%           |
| 3       | João M.     | 19    | 134.9        | 95.1       | 39.8         | 29.50%           |
| 4       | Rúben       | 18    | 109.5        | 78.2       | 31.3         | 28.58%           |

## Genérico
A música "A força está em nós" do cantor David Carreira, é utilizada para o genérico da edição Teen do Peso Pesado